# Vonallánc

Vonalláncok

Számítógépes grafikában vonallánc egy vagy több vonalszakaszból szerkesztett rajzelem. A vonallánc egy leírási módja az, ha megadjuk a szakaszok végpontjait. 
Egyes CAD programokban (például AutoCAD) a vonallánc végpontjaikon csatlakozó egyenes szakaszokból és körívekből állhat. A vonalláncot át lehet alakítani csak egyenes szakaszokká vagy csak körívekké ill. spline-ná.